# Illa Fuga
Fuga és una illa i barangay del grup de les illes Babuyan, a l'estret de Luzón, al nord de l'illa de Luzón, a les Filipines.
La seva superfície és de 70 km² i el 2020 tenia 1.939 habitants.  L'assentament principal és el poble de Naguilian, a la costa sud. El cim més alt és el mont Nanguringan, al nord-est, amb una altitud de 191 metres. La vegetació de l'illa consta en part de vegetació tropical densa, però en part també de zones d'ús agrícola intensiu.
Juntament amb els illots veïns de Barit (7 km²) i Mabaag, constitueix un dels 42 barangays del municipi d'Aparri. És l'única de les illes Babuyan sota la jurisdicció d'un municipi continental, mentre que totes les altres illes formen el municipi de Calayan.